# 鬻熊
鬻熊（？—？），又称穴熊、媸酓、季连，羋姓。
為殷商諸侯，相傳為周文王之師，與周朝結盟。為楚國的開創者。

## 生平
据安徽大学收藏安大简的记载，鬻熊是老童的孙子，祝融黎的第六子，而且季连就是穴熊，季连与穴熊、鬻熊是同一人的不同写法。
据《清华简》记载，鬻熊是殷商晚期诸侯，他出生在騩山，后来在方山一带娶了商王盘庚之女（妣）隹，此后便居住在盘地，生了𦀚伯、远仲两个儿子。后又娶妣厉，生侸叔、季麗。

## 著作
相傳為《鬻子》作者，漢朝時將他列為道家之一。

## 家庭

### 妻
- 妣隹，商王盘庚的孙女，生子𦀚伯、远仲[6]
- 妣厉，生子侸叔、丽季[7]

### 儿子
- 𦀚伯
- 远仲
- 侸叔
- 熊丽